# 惑星探査研究センター
千葉工業大学・惑星探査研究センター（ちばこうぎょうだいがく・わくせいたんさけんきゅうセンター、英語: Planetary Exploration Research Center, Chiba Institute of Technology、略称：パーク、PERC）は、学校法人千葉工業大学の研究センターの一つである。宇宙規模で「生命の普遍性」を究明するアストロバイオロジーという学問を、探査を主軸に、理論・観測・実験・分析という多角的な手法で進めている。

## 人員
所長
- 荒井朋子

## 歴代所長
初代所長
- 松井孝典 (2009-2023)